# Zawiya Mountain
Zawiya Mountain (engelska: Mount Zāwiya, Mount Zawiya, arabiska: جبل الزاوية, engelska: Mount Rīḥā, arabiska: جبل ريحا) är ett berg i Syrien.   Det ligger i provinsen Idlib, i den nordvästra delen av landet, 250 kilometer norr om huvudstaden Damaskus. Toppen på Zawiya Mountain är 584 meter över havet, eller 1 meter över den omgivande terrängen. Bredden vid basen är 0,43 km.
Terrängen runt Zawiya Mountain är platt åt sydost, men åt nordväst är den kuperad. Terrängen runt Zawiya Mountain sluttar österut. Närmaste större samhälle är Kafr Nubl, 17,1 kilometer sydväst om Zawiya Mountain. 
Omgivningarna runt Zawiya Mountain är i huvudsak ett öppet busklandskap. Runt Zawiya Mountain är det ganska tätbefolkat, med 179 invånare per kvadratkilometer.